# 닉슨 충격

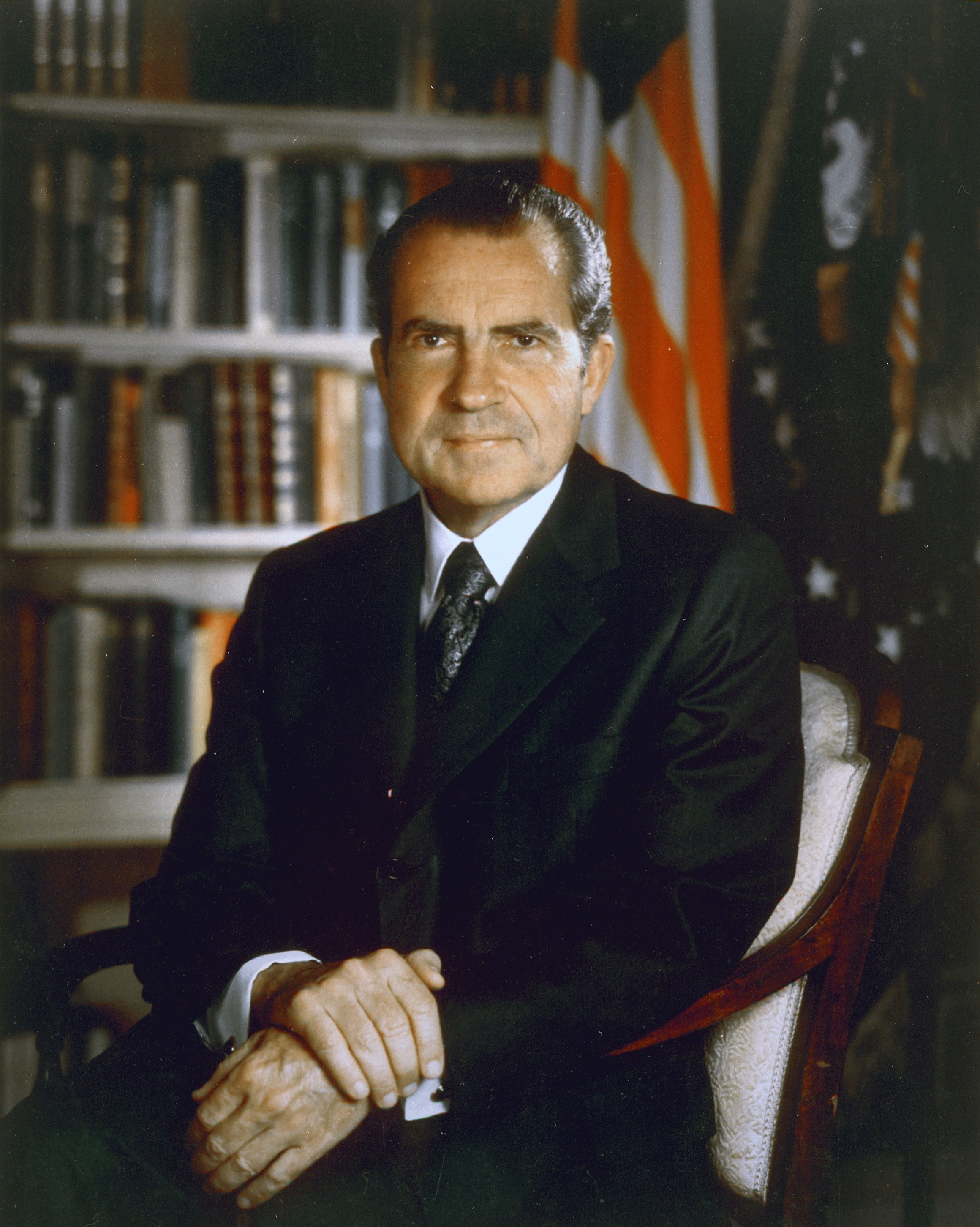
1971년의 리처드 닉슨

닉슨 충격(닉슨衝擊, 영어: Nixon shock 닉슨 쇼크[*])은 1971년 미국의 대통령이었던 리처드 닉슨이 취한 일련의 경제 조치를 말하며, 가장 주요한 조치는 미국 달러와 금 사이의 태환 제도를 일방적으로 폐지한 것이다.
닉슨의 조치는 공식적으로 브레튼 우즈 체제를 폐지한 것은 아니었으나, 브레튼 우즈 체제의 가장 중요한 요소 가운데 하나를 중지시키면서 체제를 사실상 무너뜨렸다. 닉슨은 브레튼 우즈 체제의 개혁이 이루어지면 달러의 금태환 제도를 다시 시작할 것이라고 공개적으로 밝혔으나, 체제를 개혁하기 위한 모든 시도는 실패로 돌아갔다. 1973년에 이르러 브레튼 우즈 체제는 사실상 변동 환율 불환 제도로 대체됐다.

## 배경
1944년 미국 뉴햄프셔주의 브레튼 우즈에 44개 나라에서 온 대표들이 모여 새로운 통화 질서를 구축하기 위해 논의했고 이에 따라 브레튼 우즈 체제가 생겨났다. 회의에 참석한 대표들은 브레튼 우즈 체제가 환율의 안정을 보장하고, 경쟁적인 평가 절하를 막으며 경제 성장을 촉진하기를 바랐다. 1958년부터 브레튼 우즈 체제가 전적으로 가동되기 시작했으며, 각 나라들의 돈은 달러에 고정됐고 금 1온스는 35달러의 고정 환율로 바꿀 수 있었다. 따라서 미국은 자국의 밖에 있는 달러를 금으로 지지해야 했다.
제2차 세계 대전이 끝난 뒤 브레튼 우즈 체제는 초반에는 잘 이루어졌다. 마셜 플랜의 도움으로 일본과 유럽의 나라들은 전쟁의 피해를 복구하고 있었으며, 미국을 제외한 나라들은 미국산 제품을 소비하기 위해 달러를 원하고 있었다. 1947년을 기준으로 미국 정부는 전 세계의 금보유고 가운데 70%을 가지고 있었고,, 브레튼 우즈 체제는 견고한 것처럼 보였다. 그러나 1950년부터 1969년 사이에 서독과 일본이 성장하며 미국이 세계의 경제 생산에서 차지하는 비율은 35%에서 27%까지 떨어졌다. 또한 국제수지의 적자와 베트남 전쟁으로 늘어난 국가채무, 통화 팽창 등으로 달러의 가치는 1960년대 들어서 심각하게 떨어지기 시작했다.
프랑스에서는 브레튼 우즈 체제를 두고 미국 시민이 아닌 시민들이 미국의 생활 수준을 지지하고 미국의 다국적 기업들을 보조하게 되는 불균형적인 재정 제도를 낳는 '미국의 과다한 특권'이라고 했다. 미국의 경제학자 배리 아이켄그린은 미국 조폐국이 100 달러 지폐를 만드는 데에는 겨우 몇 센트밖에 들지 않지만 다른 나라들이 100 달러 지폐를 얻으려면 100 달러만큼의 물건을 팔아야 한다고 지적했다. 1965년 2월 프랑스의 대통령 샤를 드 골은 프랑스가 보유하고 있는 달러를 금과 공식적인 환율로 바꿀 의향을 밝히기도 했다. 1966년에는 미국 이외의 나라들은 각국의 중앙은행에 140억 달러 만큼의 금을 보유하고 있었으나, 미국은 단지 132억 달러 정도 보유하고 있었다. 미국은 이 금 보유량 가운데 국내 보유 자산을 보장하는 양을 빼면 단지 32억 달러 만큼만의 해외 자산을 지지할 수 있었다.
1971년 들어서 달러 통화량은 10% 늘었다. 1971년 5월에 서독이 마르크를 절상하지 않으며 브레튼 우즈 체제를 떠났으며, 이어 달러의 가치는 마르크 대비 7.5% 하락했다. 다른 나라들은 각국이 가지고 있는 달러를 금으로 바꾸기를 원했으며, 스위스는 7월에 5천만 달러 만큼을 바꾸었고, 프랑스는 1억 9100만 달러를 금으로 바꾸었다. 8월 5일에 미국 의회는 달러를 방어하기 위해 평가절하를 할 것을 권고하는 보고서를 내놓았다. 8월 9일에 달러의 가치가 유럽의 통화들에 비해 가치가 떨어지자 스위스도 브레튼 우즈 체제를 떠났다. 이러한 압박으로 인해 미국이 브레튼 우즈 체제를 떠나야 한다는 압박이 거세지기 시작했다.

## 닉슨 쇼크
1971년 미국의 물가상승률은 5.84%였으며 8월 기준으로 실업율은 6.1%였다. 이러한 문제들에 맞서기 위해 닉슨은 연방준비제도 이사회 의장 아서 F. 번스와 재무부 장관 존 코널리, 재무부의 국제담당재무국장 폴 볼커와 논의를 했다. 1971년 8월 13일 오후에 닉슨과 백악관 및 재무부의 고위 자문역들은 캠프데이비드에서 비밀리에 회동을 가졌다. 닉슨이 어떤 조치를 취해야 하는가에 관한 큰 논의가 있었고, 존 코널리의 조언에 크게 의지하던 닉슨은 달러와 금 사이의 태환 제도를 중지함으로써 브레튼 우즈 체제를 포기하기로 결정했다. 또한 잠재적인 물가 상승 영향을 억제하기 위해 임금과 가격을 90일동안 동결하고, 달러의 부족을 막고 미국 경제를 안정시키며 실업률과 물가상승률을 떨어뜨리기 위해 수입품에 10%의 수입 과징금을 부과했다. 제2차 세계 대전 이후 처음으로 미국 정부가 임금과 가격을 통제했다. 닉슨은 8월 15일 일요일에 텔레비전 연설을 통해 이같은 사실을 발표했다.
닉슨이 취한 조치들은 정치적으로 큰 효과를 가져왔다. 연설 하루 뒤인 월요일에 다우 존스 산업평균지수는 일일 사상 최대 상승폭인 33포인트가 올랐고, 《뉴욕 타임스》에는 닉슨이 취한 대담함에 망설임 없이 갈채를 보낸다는 사설이 실렸다. 12월에는 스미소니언 협정에 따라 G10 통화들의 절상으로 수입 과징금이 철폐됐다. 1973년 3월에는 고정 환율제가 변동 환율제가 됐다. 환율은 더 이상 정부가 통화 정책을 집행하는 주요 수단이 아니게 됐다.

## 영향
닉슨 충격의 영향으로 1970년대에 스태그플레이션과 변동 환율제의 불안정한 모습이 나타났다. 1970년대에 달러의 가치는 ⅓가량 떨어졌으며 마르크는 1971년 5월에 변동 환율이 된 뒤로 가치가 상당히 올랐다. 또한 일본은행은 엔화의 가치가 오르는 것을 막기 위해 외환 시장에 크게 개입해야 했다. 1971년 8월 16일과 8월 17일 사이에 일본은행은 달러의 가치 하락을 막고 엔화와의 환율을 유지하기 위해 13억 달러를 써야 했다. 그러나 일본은행의 대형 개입에도 불구하고 달러는 엔화 대비 약세를 보였다.
2011년에 폴 볼커는 브레튼 우즈 체제를 포기한 것을 후회한다고 밝혔다. 볼커는 아무도 책임을 지지 않고 있으며, 유럽은 불확실성과 함께 살 수 없었고 자신들만의 통화를 만들었지만 현재 위험에 처해 있다고 말했다. 1996년에 경제학자 폴 크루그먼은 닉슨 충격 이후의 시대를 다음과 같이 요약했다.
오늘날의 세계 통화 제도에서 금은 어떠한 특별한 지위도 갖고 있지 않다. 연방준비제도는 달러를 그 어떤 것과도 고정해야할 의무가 없다. 연방준비제도는 적절하다고 여기는 만큼 많이 또는 적게 돈을 만들 수 있다. 그러한 자유로운 제도에는 큰 이점이 있다. 무엇보다도 연방준비제도는 실재하거나 임박한 경기 후퇴에 돈을 공급함으로서 대응할 수 있다. 한 예를 들자면 그 유동성으로 인해 (검은 목요일이 일으켰던 모든 무서운 것들을 일으킨) 검은 월요일에서 실물 경제의 침체가 일어나지 않았다.

그러나 변동 환율 통화는 이점을 갖고 있음에도 불구하고 위험도 갖고 있다. 한 예로, 변동 환율제는 세계 무역상들과 투자자들에게 불확실성을 만들어낼 수 있다. 지난 5년동안 달러는 많게는 120엔에서 적게는 80엔의 가치를 갖고 있었다. 이 변동성의 비용은 (복잡한 금융 시장은 사업체들이 변동성으로 인한 위험을 없앨 수 있게 하는 점도 있어서) 측정하기 어렵지만 상당할 것이다. 더욱이 자산 전문가들이 좋은 일을 할 수 있도록 하는 체제는 그들이 동시에 무책임하게 할 수 있도록 하기도 하며, 몇몇 나라에서는 이미 그들이 그러한 기회를 재빨리 얻었다.
닉슨 충격에 관한 논쟁은 오늘날까지 이어지고 있으며 다양한 정파의 경제학자들과 정치인들은 2007년-2008년 세계 금융 위기를 고려해 닉슨 충격과 그 통화 정책의 영향을 이해하려 노력한다.

## 같이 보기
- 금본위제
- 브레튼 우즈 체제
- 불환지폐
- 트리핀 딜레마
- 닉슨 독트린